# Letiny
Obec Letiny (německy Lettin) se nachází v okrese Plzeň-jih, kraj Plzeňský. Součástí obce jsou Lázně Letiny. Žije zde 700 obyvatel.

## Geografie
Obec se nachází v nadmořské výšce 470 m n. m. v údolí Podhrázského potoka na západním úpatí Jezevčí skály (608 m). V blízkosti leží dva větší rybníky, Letinský velký rybník na východním okraji obce a Pozorka na severovýchodě, jež jsou oba napájeny Podhrázským potokem. Letinami vede silnice 117 z Blovic do Klatov.
Sousední obce jsou Drahkov, Dubíny a Na Samotě severovýchodně, Bzí a Čabuzí východně, Částkov a Svárkov jihovýchodně, Lázně Letiny jižně, Kbelnice západně a Libákovice severozápadně od Letin.

## Historie
Podle legendy zde dříve ležela osada Osek, která byla poté, co zde vypukl mor, ohrazena a následně vypálena.
První zdokumentované doklady o Letinech pochází z roku 1243, kdy Václav I. toto zboží přenechal svému lékaři. O něco později přešly Letiny pod župu Přeštice, jejíž farnost Václavova sestra Agnes prodala kladrubskému klášteru. Od roku 1410 jsou Letiny průkazně doložitelné jako fara. Od roku 1420 byli majiteli vesnice rytíři z Letin, pokračovateli pak Snopovský a Pikhart z Grüntalu.
Roku 1700 si nechal Rudolf Pikhart z Grüntalu na úpatí vrchu Rampich (506 m) postavit zámeček, z roku 1766 pochází lázeňský dům. Vdova Barbara-Franziska Pikhart přinesla vlastnictví Letin do manželství s Václavem Dejmem svobodným pánem ze Střítěže. Roku 1717 koupil Letiny Ferdinand hrabě z Morzin a připojil je ke svým majetkům v Dolní Lukavici. Karl Graf z Morzin prodal panství Carl Friedrich Hatzfeldtovi a po jeho smrti koupil zboží roku 1794 Hugo Damian Reichsgraf ze Schönbornu.
Po zrušení patrimoniální správy (panství) se staly Letiny samostatnou obcí. Do roku 1923 patřilo zboží rodině von Schönbornových. Ke konci 19. století se Letiny staly známým lázeňským místem a obyvatelé žili z cestovního ruchu. Po druhé světové válce bylo veřejné koupání zastaveno a lázeňská zařízení byla připojena k Psychiatrické léčebně Dobřany.

## Pamětihodnosti
- Kostel svatého Prokopa 18679/4-348 (Pk•MIS•Sez•Obr•WD)
- Kaple sv. Vintíře
- Usedlost čp. 25 41853/4-349 (Pk•MIS•Sez•Obr•WD)
- Letinská lípa

### Rodáci
- Karel Milan Lambl (1823-1884), český agronom a spisovatel
- Vilém Dušan Lambl (1824–1895), český lékař
- Jan Baptista Lambl (1826–1909), český chemik, profesor a rektor na Českém vysokém učení technickém v Praze

### Významné osobnosti
- Václav Koranda starší, vyhlásil 17. září 1419 v obci Bzí husitský manifest.

## Části obce
- Letiny
- Bzí
- Chocenický Újezd
- Kbelnice
- Svárkov

## Galerie

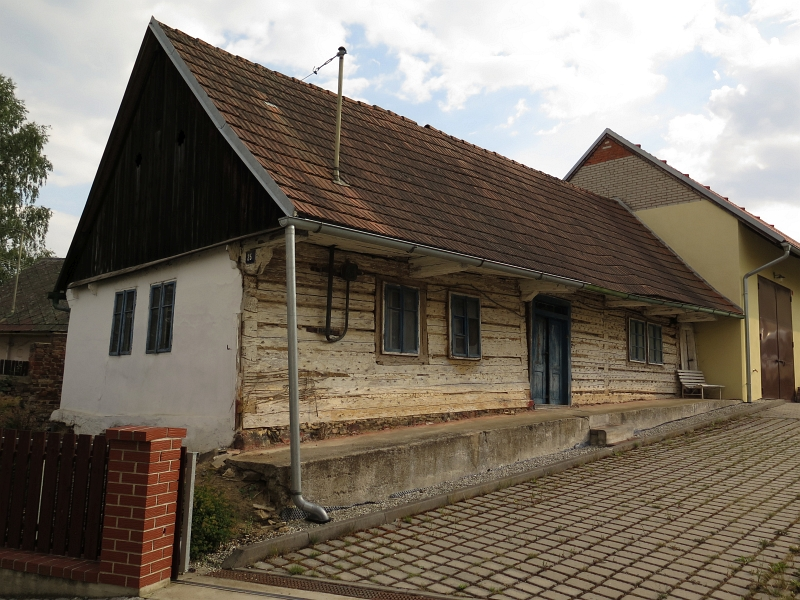
Usedlost čp.25
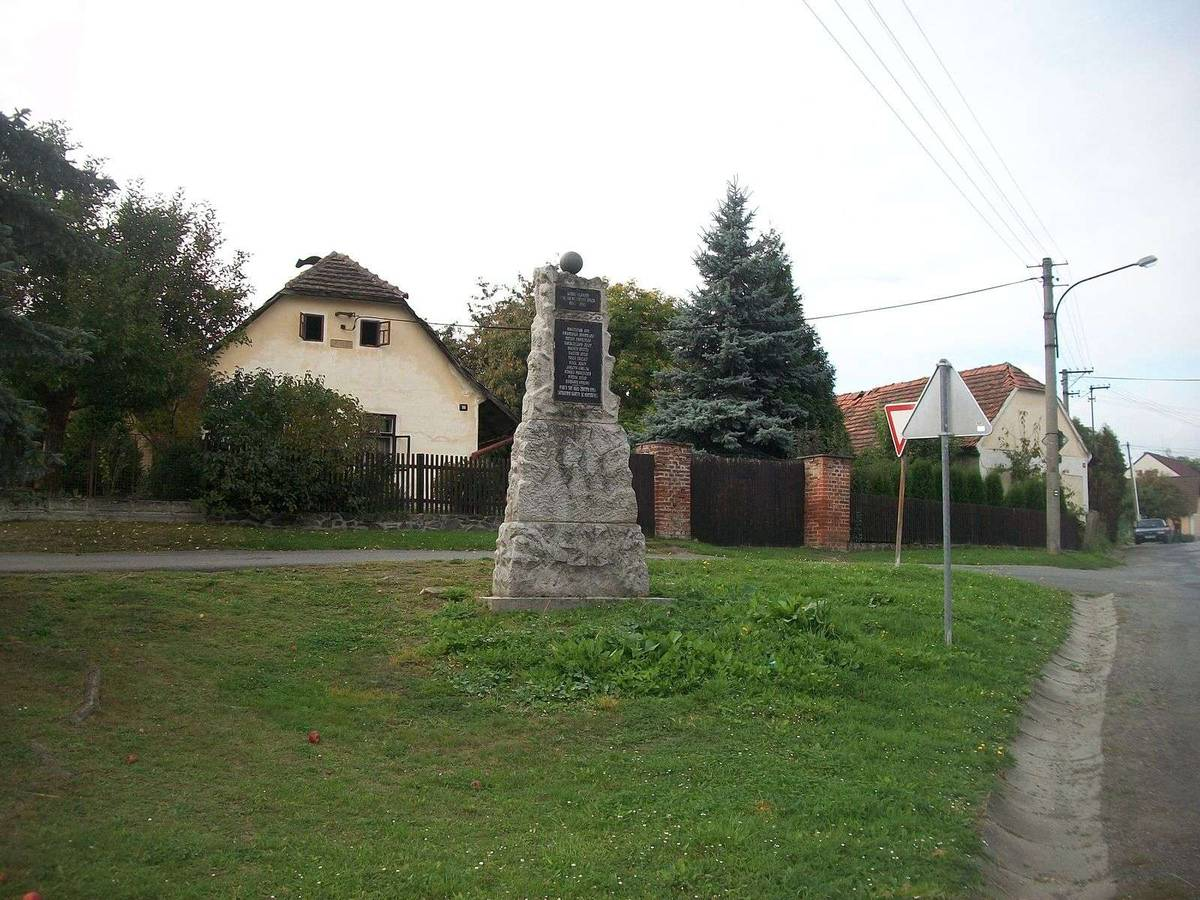
Pomník padlým na návsi
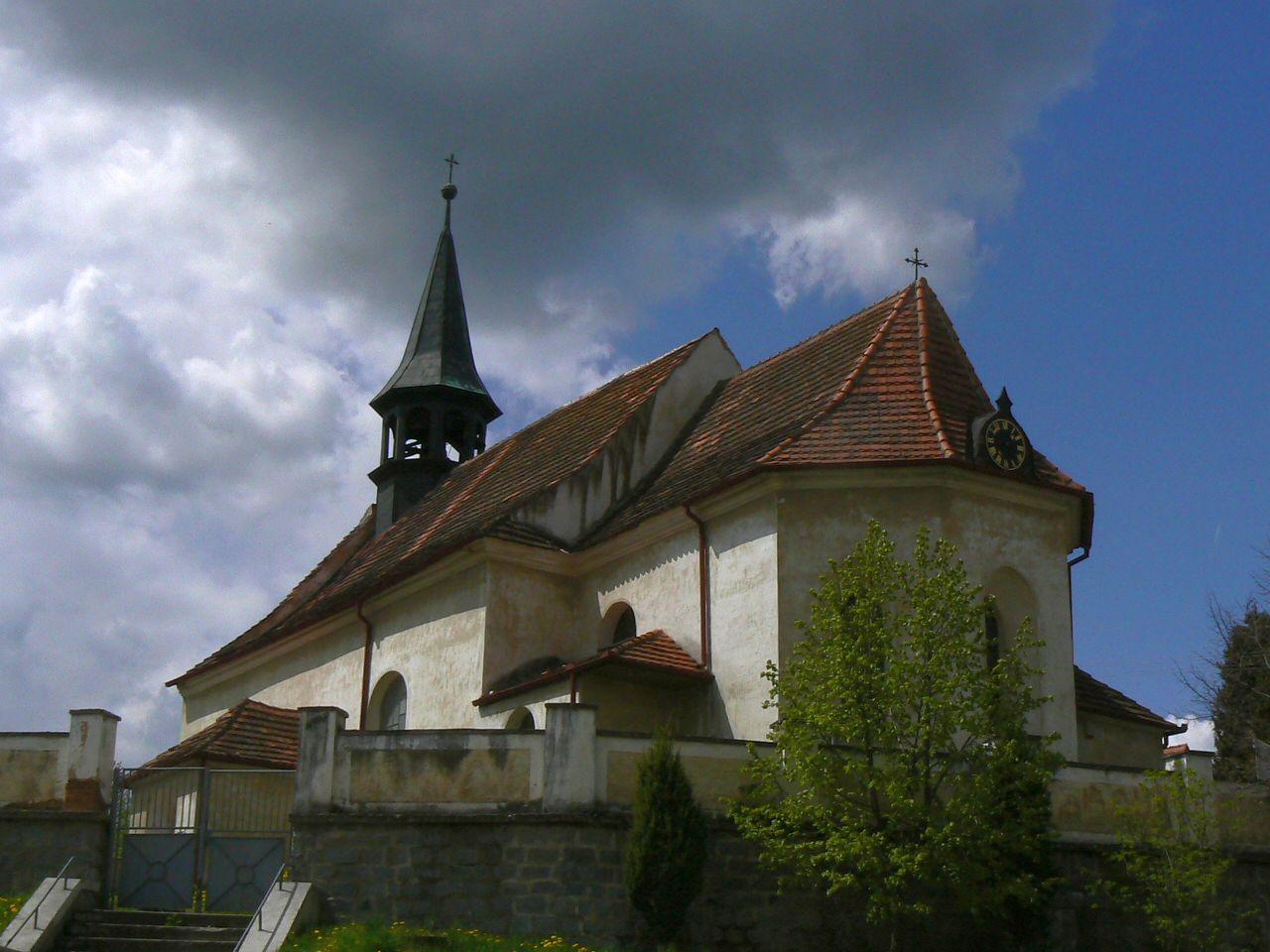
Kostel svatého Prokopa
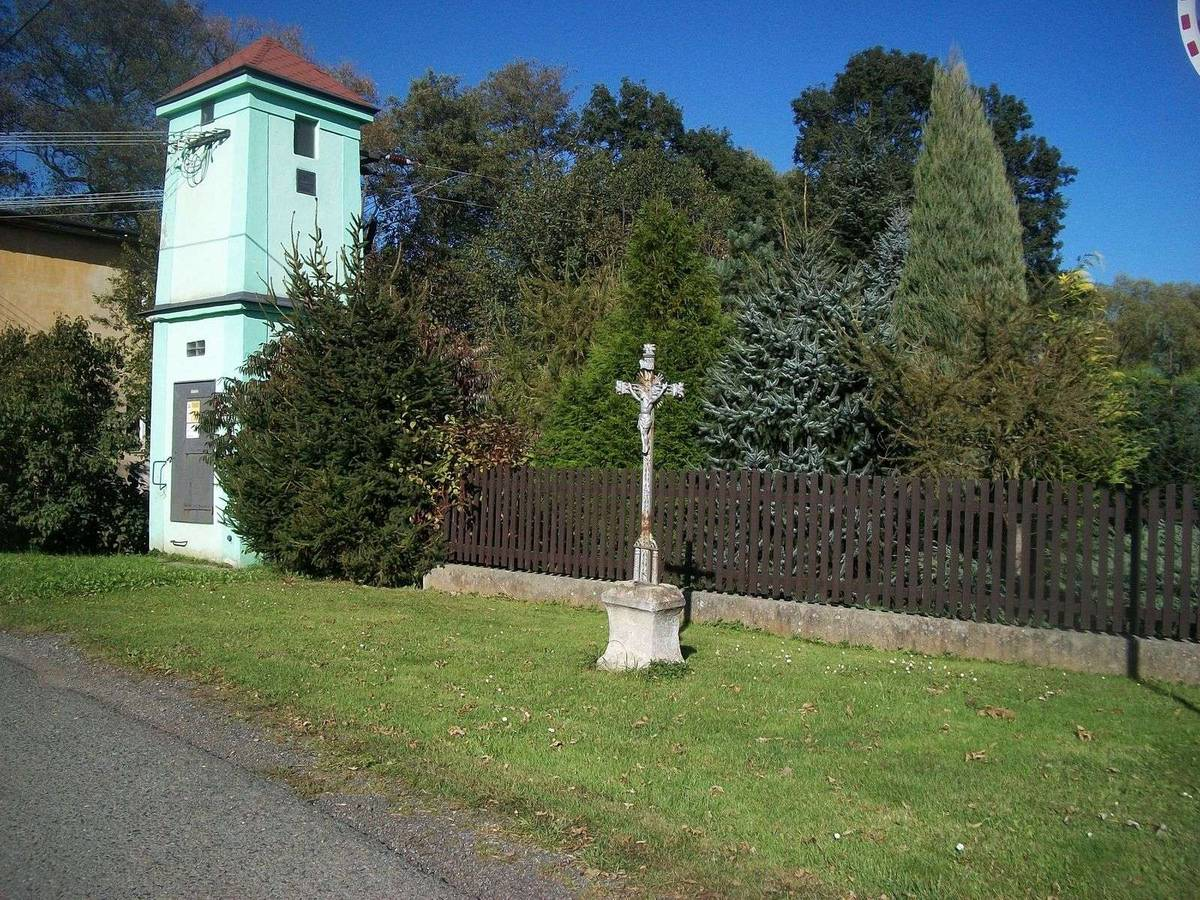
Kříž u trafostanice
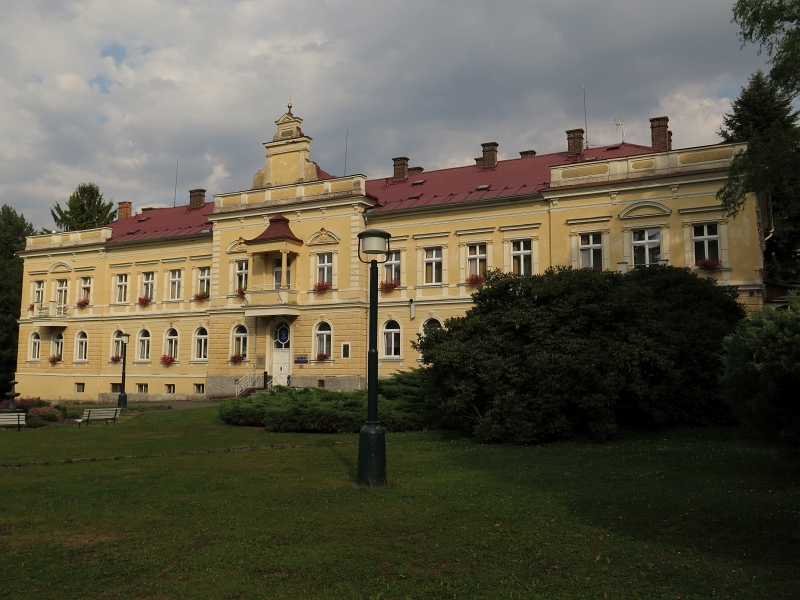
Lázně Letiny
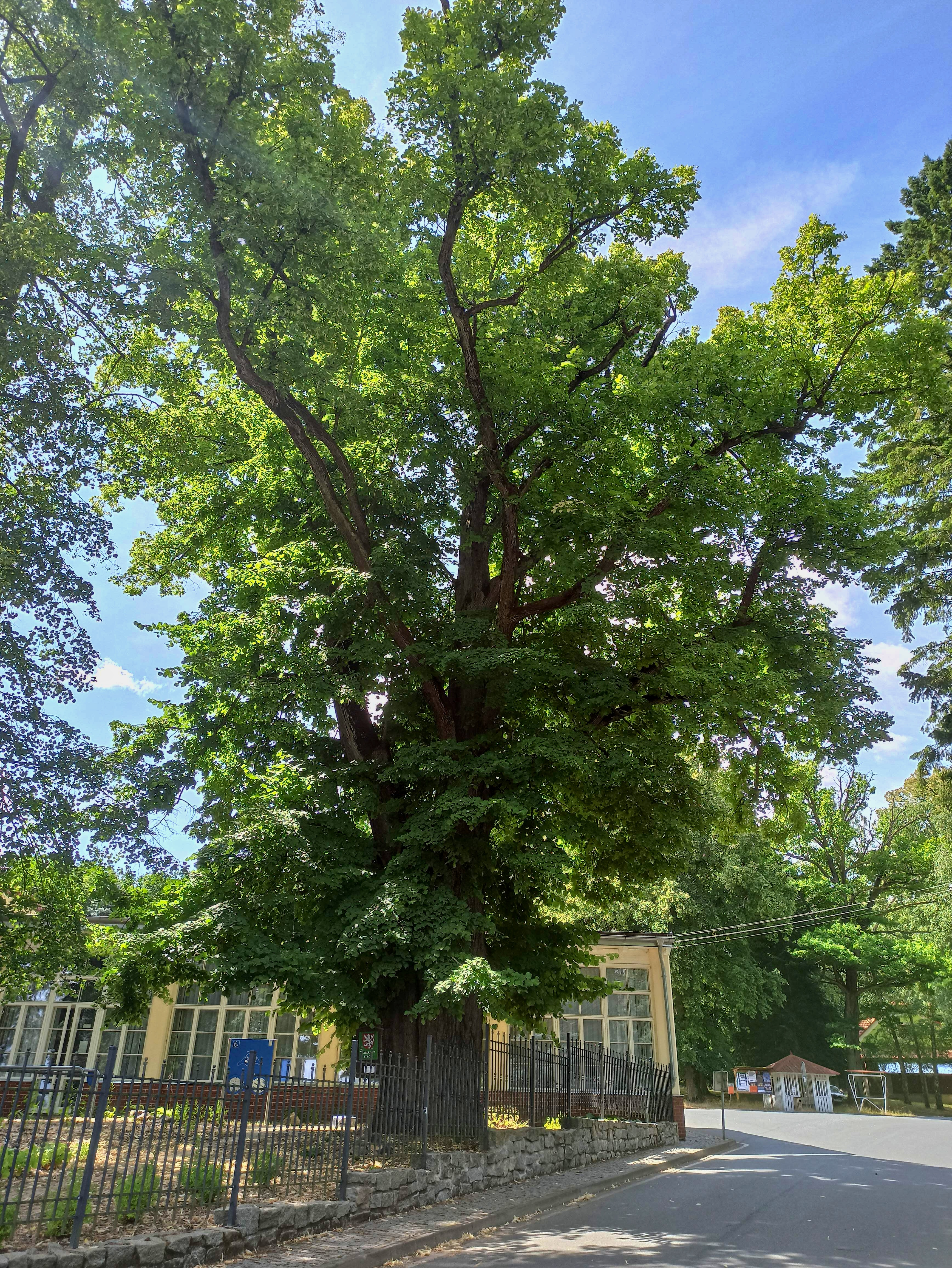
Letinská lípa